# 德涅斯特河沿岸车辆号牌
德涅斯特河沿岸车辆号牌是德涅斯特河沿岸当局发行的标准车牌。车牌宽 520 毫米，高 112 毫米，由金属制成，带有 6 个凸起字符 - 一个字母、三个数字和两个字母 - 使用 DIN 1451 Mittelschrift 字体书写。只使用西里尔字母和拉丁字母中通用的符号及其西里尔字母含义（A、B、C、E、H、K、M、P、T、X、Y）。
车牌左侧上方带有德涅斯特河沿岸国旗， 底部有两条灰色正波纹。 其现行设计源自1992年设计的摩尔多瓦牌照，但略有改动。军用牌照采用1959年的苏联设计，拖拉机牌照也采用1980年的苏联设计。
2018年，德涅斯特河沿岸开始发行一种中性设计的MD贴纸车牌，该车牌可在欧盟使用。

## 地区代码
车牌的第一位字母代表地区。
| 代码 | 地区                     | 示例 |
| ---- | ------------------------ | ---- |
| A    | 宾杰里                   |      |
| B    | 格里戈里奥波尔           |      |
| E    | 杜伯萨里                 |      |
| H    | 蒂拉斯波尔（仅限摩托车） |      |
| K    | 卡门卡                   |      |
| P    | 勒布尼察                 |      |
| C    | 斯洛博齐亚               |      |
| T    | 蒂拉斯波尔               |      |